# Tutsi
Tutsi (Watussi) – jedna z trzech grup ludności zamieszkujących Rwandę i Burundi, stanowiąca około 14% ludności tych krajów (pozostałe dwie grupy to Twa i Hutu); blisko milion osób tej grupy zostało zamordowanych przez Hutu podczas ludobójstwa w Rwandzie (1994). Tutsi nie są plemieniem, lecz grupą etniczną. 

## Omówienie
Faktyczny podział na grupy etniczne w Rwandzie jest kwestią dyskusyjną. Znaczenie słów „Tutsi” i „Hutu” zmieniało się w zależności od czasów i miejsca. Historycznie Tutsi byli związani z rwandyjską klasą rządzącą, ale zdarzało się, że z powodu ubóstwa Tutsi stawał się Hutu. W czasie spisu ludności przeprowadzanego przez Belgię, jako Tutsi określany był każdy, kto miał wąski nos lub posiadał więcej niż dziesięć krów. Wszyscy pozostali byli zaliczani do Hutu.
Według niektórych badaczy nie istnieją różnice genetyczne pomiędzy tymi dwiema grupami. Słowo „Hutu” pierwotnie określało po prostu człowieka pracującego na roli, a „Tutsi” – hodowcę bydła (watussi). Ten pogląd jest promowany przez rząd od czasów ludobójstwa, aby utrwalać wizję jednolitego społeczeństwa Rwandy. Inni badacze twierdzą, że istnieją różnice etniczne: Tutsi charakteryzują się stosunkowo wąskimi nosami i jaśniejszą skórą oraz są potomkami wojowniczych grup, które kilkaset lat wcześniej najechały rolnicze społeczności Hutu, wprowadzając tam swoje struktury feudalne. W tym ujęciu możliwe było, żeby Hutu (lub Twa) stał się Tutsi poprzez otrzymanie takiego tytułu od władcy. 
Mieszanie się tych grup od zawsze zachodziło dosyć intensywnie, choć wedle tradycji znacznie rzadziej mężczyzna Tutsi brał żonę Hutu niż na odwrót. Obie grupy mówią tym samym językiem i nie istnieją obecnie wyraźne tradycje kulturowe je rozróżniające. W czasie ludobójstwa podział na grupy był na tyle utrwalony, że każdy wiedział, kto jest Hutu, a kto jest Tutsi.

## Ludobójstwo Tutsi w filmach
Problematykę ludobójstwa Tutsi z 1994 roku ukazano w nakręconych filmach:
- Hotel Ruanda (2004)[1]
- Strzelając do psów (2005)[2]
- Czasem w kwietniu (2005)[3]
- Podać rękę diabłu (2007)[4]
- Mój sąsiad, morderca (2009)[5]
- Dzień, w którym Bóg odszedł (2009)[6]
- Kinyarwanda (2011)[7]
- Ptaki śpiewają w Kigali (2017)